# Dzjalal-Abad (oblast)
Dzjalal-Abad, ook geromaniseerd als Jalal-Abad, Džalal-Abad of Dzhalal-Abad,  (Kirgizisch: Жалалабат областы; Russisch: Джалал-Абадская область) is een oblast in Kirgizië.
Dzjalal-Abad telt 1,1 miljoen inwoners op een oppervlakte van 33.700 km². 

## Geografie

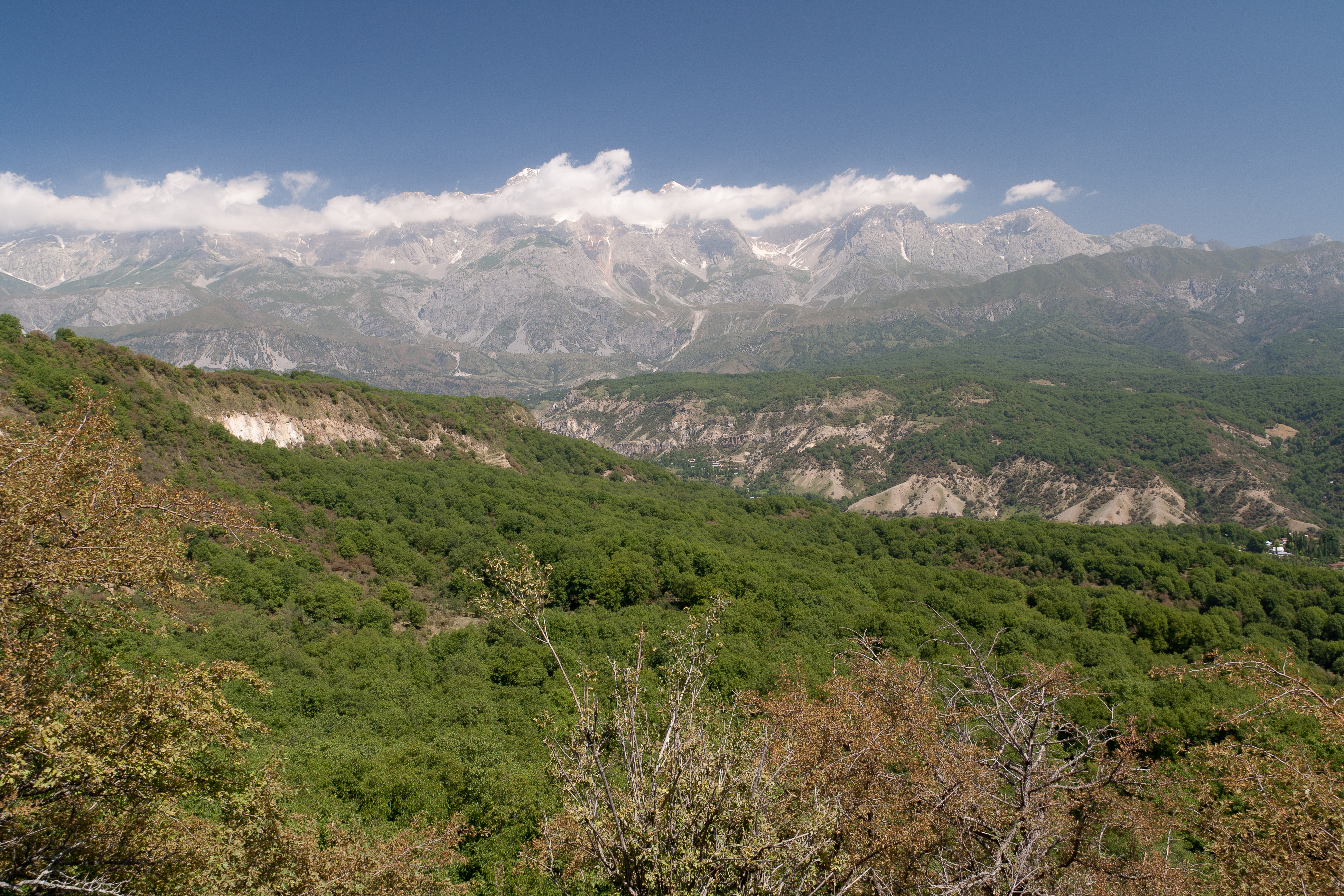
Walnotenbos in Arslanbob

De oblast Dzjalal-Abat is erg bergachtig, alleen een klein deel in het zuiden aan de grens met Oezbekistan ligt in de vruchtbare Vallei van Fergana. Door het gebied verloopt de hoofdverkeersas M41 van Kirgizië van noord naar zuid, van de hoofdstad Bisjkek naar Oš. De gebergten worden overwonnen door de Töö-pas op een hoogte van 3586 meter en de Alabel-pas op een hoogte van 3184 meter. Langs de route ligt de grootste stuwdam van Kirgizië, de Toktogul-stuwdam.
In Dzjalal-Abat bevinden zich bergmeren, minerale bronnen en bossen met notenbomen. Daarbij zijn de walnotenbossen bij Arslanbob met een oppervlakte van 30.000 hectare de grootste ter wereld. Gestreefd wordt naar de status werelderfgoed van de UNESCO. De IUCN heeft door de afgelegenheid en onaangetastheid van de gebergten in Dzjalalabat een aantal internationaal erkende beschermde gebieden aangewezen. De strengste bepalingen van Categorie Ia van de IUCN gelden voor het Sary-Tsjelek-biosfeerreservaat, het Besj-Aral-natuurreservaat in het uiterste westen en het Padysjata-natuurreservaat. In het rajon Toguz-Toro ligt het Saimaluu-Tasj-nationale park. Verder zijn er nog een aantal beschermde gebieden met een lagere rang.

## Economie
Wegens het bergachtige karakter van het gebied beperkt de landbouw zich tot de vlakkere delen van het Ferganadal in het zuiden. Hier worden tarwe, vruchten, noten, tabak, groenten en maïs verbouwd. Ook vindt men er de moerbei, in verband met de productie van zijde. Er is textielindustrie, doch zeer beperkt van omvang. Tijdens de Sovjettijd werden mineralen, metalen, aardgas en aardolie en steenkool gewonnen. Na de onafhankelijkheid van Kirgizië zijn deze activiteiten vrijwel verdwenen. Slechts rond de stad Kotsjkorata bevindt zich nog een beperkt aantal industriële bedrijven op deze gebieden. Het toerisme is enigszins in opkomst, maar buiten Arslanbob is er daarvoor nog te weinig infrastructuur.

## Bevolking
In de oblast Dzjalal-Abat liggen vijf steden, acht stedelijke nederzettingen en 415 dorpen. De Kirgizische volkstelling van 2009 kwam voor deze regio op een inwonertal van iets meer dan 1 miljoen uit. De grootste steden zijn Dzjalal-Abat (97.000 inwoners), Tasjkömür (34.750), Mailuusuu (23.000) en Karaköl (22.500).
De etnische samenstelling van de bevolking is tamelijk homogeen. De twee overwegende groepen zijn de Kirgiezen met een aandeel van 72% en de Oezbeken met 25%. Andere etnische groepen, zoals Russen, Turken en Tadzjieken hebben ieder een aandeel van minder dan 1%.

## Bestuurlijke indeling
De oblast Dzjalal-Abat is in acht Rajons onderverdeeld:
| Rajons Oblast Dzjalal-Abat | Rajons Oblast Dzjalal-Abat | Rajons Oblast Dzjalal-Abat | Rajons Oblast Dzjalal-Abat | Rajons Oblast Dzjalal-Abat |
| Rajon                      | Bestuurszetel              | inwoners (2009)            | oppervlak (in km²)         | ligging                    |
| -------------------------- | -------------------------- | -------------------------- | -------------------------- | -------------------------- |
| Aksy                       | Kerben                     | 113.010                    | 4.578                      |                            |
| Ala-Buka                   | Ala-Buka                   | 87.460                     | 2.976                      |                            |
| Bazarkorgon                | Bazarkorgon                | 142.951                    | 1.965                      |                            |
| Nooken                     | Massy                      | 117.055                    | 2.336                      |                            |
| Suzak                      | Suzak                      | 241.198                    | 3.019                      |                            |
| Toguz-Toro                 | Kazarman                   | 22.136                     | 3.816                      |                            |
| Toktogul                   | Toktogul                   | 86.306                     | 7.815                      |                            |
| Tsjatkal                   | Kanysj-Kyja                | 22.490                     | 4.608                      |                            |